# Zuid-Amerikaans voetballer van het jaar

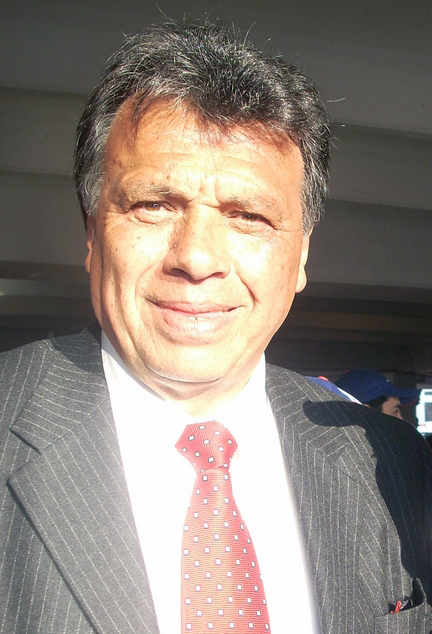
Elías Figueroa Verdediger, 1974, 1975 en 1976

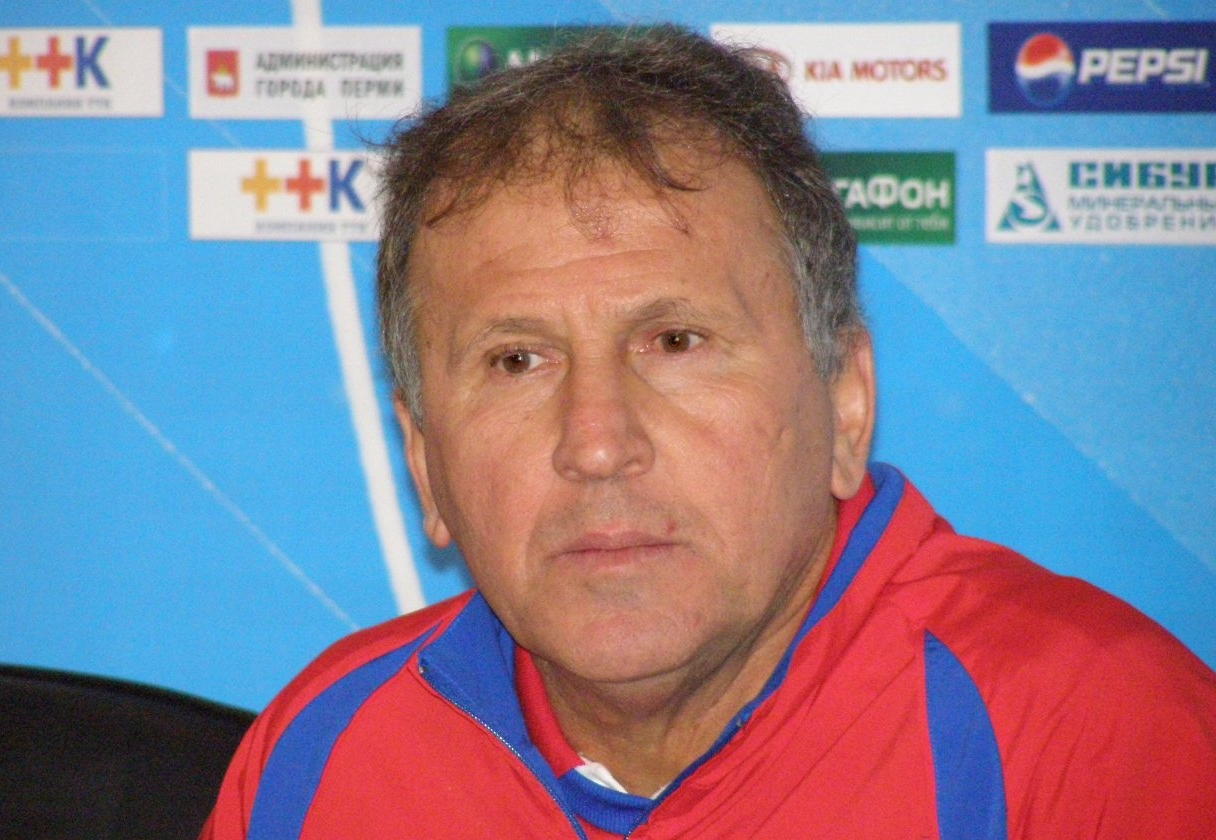
Zico 1977, 1981, 1982

De prijs voor Zuid-Amerikaans Voetballer van het Jaar of Rey del Fútbol de América wordt sinds 1971 jaarlijks toegekend aan de beste Zuid-Amerikaanse voetballer die actief is bij een club uit Zuid-Amerika. De prijs wordt toegekend door de kranten "El Mundo" uit Venezuela (1971-1985) en "El País" uit Uruguay (1986-heden).

## Winnaars
| Jaar | Speler                   | Club               |
| ---- | ------------------------ | ------------------ |
| 1971 | Tostão                   | Cruzeiro           |
| 1972 | Teófilo Cubillas         | Alianza Lima       |
| 1973 | Pelé                     | Santos             |
| 1974 | Elías Figueroa           | Internacional      |
| 1975 | Elías Figueroa           | Internacional      |
| 1976 | Elías Figueroa           | Internacional      |
| 1977 | Zico                     | Flamengo           |
| 1978 | Mario Kempes             | Valencia           |
| 1979 | Diego Maradona           | Argentinos Juniors |
| 1980 | Diego Maradona           | Argentinos Juniors |
| 1981 | Zico                     | Flamengo           |
| 1982 | Zico                     | Flamengo           |
| 1983 | Sócrates                 | Corinthians        |
| 1984 | Enzo Francescoli         | River Plate        |
| 1985 | Romerito                 | Fluminense         |
| 1986 | Antonio Alzamendi        | River Plate        |
| 1987 | Carlos Valderrama        | Deportivo Cali     |
| 1988 | Rubén Paz                | Racing Club        |
| 1989 | Bebeto                   | Vasco da Gama      |
| 1990 | Raúl Vicente Amarilla    | Olimpia Asunción   |
| 1991 | Oscar Ruggeri            | Vélez Sársfield    |
| 1992 | Raí                      | São Paulo FC       |
| 1993 | Carlos Valderrama        | Atlético Junior    |
| 1994 | Cafú                     | São Paulo FC       |
| 1995 | Enzo Francescoli         | River Plate        |
| 1996 | José Luis Chilavert      | Vélez Sársfield    |
| 1997 | Marcelo Salas            | River Plate        |
| 1998 | Martín Palermo           | Boca Juniors       |
| 1999 | Javier Saviola           | River Plate        |
| 2000 | Romario                  | Vasco da Gama      |
| 2001 | Juan Román Riquelme      | Boca Juniors       |
| 2002 | José Cardozo             | Club Toluca        |
| 2003 | Carlos Tévez             | Boca Juniors       |
| 2004 | Carlos Tévez             | Boca Juniors       |
| 2005 | Carlos Tévez             | Corinthians        |
| 2006 | Matías Fernández         | Colo-Colo          |
| 2007 | Salvador Cabañas         | América            |
| 2008 | Juan Sebastián Verón     | Estudiantes        |
| 2009 | Juan Sebastián Verón     | Estudiantes        |
| 2010 | Andrés D'Alessandro      | Internacional      |
| 2011 | Neymar                   | Santos             |
| 2012 | Neymar                   | Santos             |
| 2013 | Ronaldinho               | Atletico Mineiro   |
| 2014 | Teófilo Gutiérrez        | River Plate        |
| 2015 | Carlos Sánchez           | River Plate        |
| 2016 | Miguel Borja             | Atlético Nacional  |
| 2017 | Luan                     | Grêmio             |
| 2018 | Gonzalo Nicolás Martínez | River Plate        |
| 2019 | Gabriel Barboza          | Flamengo           |
| 2020 | Marinho                  | Santos             |
| 2021 | Julián Álvarez           | River Plate        |

## Statistieken

### Per land
| Land       | Prijzen |
| ---------- | ------- |
| Brazilië   | 16      |
| Argentinië | 15      |
| Paraguay   | 5       |
| Uruguay    | 5       |
| Chili      | 5       |
| Colombia   | 4       |
| Peru       | 1       |

### Per speler
| Speler               | Prijzen |
| -------------------- | ------- |
| Elías Figueroa       | 3       |
| Carlos Tévez         | 3       |
| Zico                 | 3       |
| Enzo Francescoli     | 2       |
| Diego Maradona       | 2       |
| Carlos Valderrama    | 2       |
| Juan Sebastián Verón | 2       |
| Neymar               | 2       |

### Per club
| Club               | Prijzen |
| ------------------ | ------- |
| River Plate        | 9       |
| Boca Juniors       | 4       |
| Internacional      | 4       |
| Santos FC          | 4       |
| Flamengo           | 4       |
| Corinthians        | 2       |
| São Paulo FC       | 2       |
| Vasco da Gama      | 2       |
| Vélez Sarsfield    | 2       |
| Argentinos Juniors | 2       |
| Estudiantes        | 2       |